# Josip Murn - Aleksandrov
Josip Murn - Aleksandrov, slovenski pesnik, * 4. marec 1879, Ljubljana, † 18. junij 1901, Ljubljana.

## Življenje
Rodil se je kot nezakonski otrok Mariji Murn in Ignacu Cankarju. Mati je prišla z Gorenjske služit k družini Mayer v Ljubljano, kjer je bil njegov oče hlapec. Ta zanj ni skrbel, kmalu po njegovem rojstvu se je poročil z drugo, štiri leta kasneje pa umrl za tuberkolozo. Mati ga je v duševni stiski dala v rejo v Zadobrovo, sama pa je šla služit v Trst, od koder se ni vrnila. Bil je tudi v reji pri Sv. Krištofu, nazadnje pa pri rejnici, materi Poloni Kalanovi na Poljanski cesti. Leta 1885 je bil sprejet v cerkveni šolski zavod Marijanišče v Ljubljani.
Od leta 1890 do 1895 je obiskoval nižjo gimnazijo v Ljubljani in objavljal rokopise svojih pesmi v literarnem časopisu Dijaške vaje. 
Po ljubljanskem potresu leta 1895 se je vrnil k materi Kalanovi, s katero sta se preselila v Cukrarno, kjer je preživel zadnji del svojega življenja. Tam se je spoprijateljil z Ivanom Cankarjem, Dragotinom Kettejem in Otonom Župančičem. Vpisal se je na višjo gimnazijo v Ljubljani in postal sošolec Ivana Prijatelja. Bil je sprejet v dijaško literarno društvo Zadruga, iz katerega je kasneje izstopil. Zaljubil se je v Almo Souvan in ji v zborniku ljubljanskih maturantov posvetil cikel pesmi Noči.
Po maturi leta 1898 je s štipendijo Trgovsko obrtniške zbornice odšel na Dunaj. S študijem na eksportni akademiji ni uspel, zato se je želel prepisati na pravo na Dunaj in v Prago, a ker ni bil sprejet, je s tem izgubil štipendijo in se znašel v pomanjkanju. Poleg tega je bil čedalje bolj bolan, na oddih je odhajal na kmete na Gorenjsko, v Zalog pri Cerkljah ter v Zasip pri Bledu. Tu se je začel družiti s pesnico Vido Jeraj. Nekajkrat je preživljal svoje šolske počitnice v Vipavski dolini na domačiji pri Aleksandrovih, od tod psevdonim  Aleksandrov. Leta 1899 se je vrnil v Ljubljano, kjer se je zaposlil kot stenograf, leta 1900 pa kot pisar pri Trgovski zbornici. Kmalu zaradi bolezni tudi tega ni več zmogel in je ostal brez sredstev za življenje. Denarno ga je še najbolj podpirala materina sestra Marjana, od prej pa je imel skromne prihranke od poučevanja in pisateljevanja.
Junija je v Cukrarni umrl za jetiko na isti postelji kot dve leti prej Kette. Pokopali so ga pri Sv. Krištofu, pozneje pa prenesli v grob pesnikov moderne na ljubljanskih Žalah, kjer je pokopan skupaj s Cankarjem, Kettejem in Župančičem.

## Delo
Murn je eden glavnih predstavnikov moderne ter sodobnik Cankarja, Ketteja in Župančiča. Za časa svojega življenja ni bil poznan, danes pa njegova dela štejemo med najpomembnejše stvaritve slovenske književnosti. Pesmi je objavljal v mladinskem časopisu Dijaške vaje, kasneje pa v Angelčku, Vrtcu, Slovenskem narodu, Slovencu in Ljubljanskem zvonu. Objavljal je pod psevdonimi Lucijan, Anton Jek, Jurij Klas, Kres, Igorjevič, Jaroslav, Pintev in Aleksandrov.
Njegove pesmi so bivanjske, osebno izpovedne, razpoloženjske, le malo je ljubezenskih oz. erotičnih - namenjene so bile Almi Souvan. Tematika je pogosto kmečka, motivi pa so iz narave. Poleg pesmi je pisal tudi razpoloženjske črtice, pripovedne spise, pripovedne in priložnostne pesmi, fragmente in nemške pesmi, opeval pa je tudi svetnike. Nekaj pesmi je prevedel iz nemščine (Goethe, Mickiewicz). (Eno njegovih najbolj znanih del je Pesem.)
Pesmi zaznamuje brezdomstvo, tujstvo, hrepenenje, melanholija, revščina, duševna osamljenost, odtujenost in slutnja smrti, kar odraža njegovo nagnjenje k pesimizmu, duševni nemir - težilo ga je dejstvo, da je nezakonski otrok, za katerega se mati ni brigala.
Leta 1898 se je predstavil v almanahu osmošolcev Na razstanku pod naslovom Mlade pesmi, zbirka z naslovom Pesmi in romance pa je izšla šele po njegovi smrti leta 1903; pesmi zanjo je zbral in napisal uvod Ivan Prijatelj in s tem prvi določil pesnikovo vrednost. Zbirki Pesmi in romance, Lirske pesmi in Pisma pa je leta 1967 zbral in uredil Dušan Pirjevec v zbirki Topol samujoč.
Pred Pirjevcem so se z Murnom ukvarjali še Oton Župančič, ki je po njegovi smrti spesnil cikel z naslovom Manom Josipa Murna Aleksandrova, Nikolaj Omersa - objavil dve njegovi pesmi, Silva Trdina je leta 1933 iz njega doktorirala, kasneje pa so se mu še posvečali Jože Snoj, Irena Novak Popov, Marko Juvan in Mimi Malenšek, ki je v poklon Ketteju in Murnu napisala biografski roman Pojoči labodi. Benjamin Ipavec je uglasbil kar nekaj njegovih pesmi.

## Poimenovanja
Po njem se imenujejo:
- Murnova cesta, Grosuplje; Murnova cesta, Šmarje - Sap,
- Murnova ulica, Domžale; Murnova ulica, Ljubečna; Murnova ulica, Ljubljana; Murnova ulica, Mengeš; Murnova ulica, Murska Sobota
- Osnovna šola Ketteja in Murna, Ljubljana-Kodeljevo.